# Habo község
Habo község (svédül: Habo kommun) Svédország 290 községének egyike.  Jönköping megyében található, székhelye Habo.
A mai község 1974-ben jött létre.

## Települések
A község települései:
| Település | Népesség | Megjegyzés         |
| --------- | -------- | ------------------ |
| Fagerhult | 317      |                    |
| Furusjö   | 344      |                    |
| Habo      | 6244     | a község székhelye |
| Mullsjö   | 2        |                    |

### Külső hivatkozások
- Hivatalos honlap (svéd, angol, finn)